# الحجنا (الرضمة)

تعديل مصدري - تعديل

الحجنا محلة تابعة لقرية قرعد، التابعة لعزلة كحلان بمديرية الرضمة إحدى مديريات محافظة إب في الجمهورية اليمنية.، بلغ تعداد سكانها 103 حسب تعداد اليمن لعام 2004.